# 善照寺 (台東区寿)
善照寺（ぜんしょうじ）は、東京都台東区にある真宗大谷派の寺院。

## 歴史
慶長年間（1596年 - 1615年）、明信によって開山された。明信は元々小田原に住んでいたが、1590年（天正18年）の小田原合戦に遭い、江戸の麻布善福寺に避難した。そして江戸に寺を創建した。これが当寺の起源である。
本願寺の東西分裂の際には、東本願寺に属している。
かつては支院として、真敬寺と栄敬寺を擁していた。

## 交通アクセス
- 田原町駅より徒歩7分。